# Крайот
Крайо́т (ивр. הקריות‎ мн.ч. от קריה‎, кирья — «посёлок»), также произносится Ха-Крайот) — городская агломерация в Израиле из пяти городов средней величины, расположенных вдоль береговой линии Средиземного моря на протяжении 10 километров к северу от Хайфы в пригородах Хайфы, и на 2004 год состоящий из:
1. Кирьят-Ям (39 900 населения);
2. Кирьят-Моцкин (43 300 населения);
3. Кирьят-Бялик (40 200 населения);
4. Кирьят-Ата (59 000 населения);
5. Кирьят-Хаим (40 000 населения; внутри административной границы Хайфы);
6. Кирьят-Шмуэль (6000 населения, исповедующего ортодоксальный иудаизм; внутри административной границы Хайфы).

Заметная часть населения прибыла в Крайот после 1990 года во время большой алии из Советского Союза и его «наследников». Количество иммигрантов в Крайот (не считая Кирьят-Хаим) на конец 2004 года составило 41 500 человек.
В разное время (особенно в 2003 году) выдвигались предложения об объединении этих городов в один большой под названием Звулун с населением около 250 000 человек, что сделало бы его одним из десяти крупнейших городов Израиля.